# Valemount
Valemount es un pueblo canadiense situado en la provincia de Columbia Británica.

## Superficie
Valemount tiene una superficie de 5,16 km².

## Demografía
En 2021, tenía 1052 habitantes, una densidad poblacional de 203,8 hab./km², y 602 viviendas.